# Ramon de Blanes
Ramon de Blanes (Blanes, Selva, final del s. XII – Granada, 6 de gener de 1235) va ser un laic, frare mercedari que va morir màrtir, essent el primer màrtir de l'Orde de la Mercè. És venerat com a sant al si d el'Orde de la Mercè; a la resta de l'Església catòlica es considera venerable, ja que no ha estat beatificat formalment.
Segons la tradició, fou de la noble família dels senyors de Blanes i un dels primers membres fundadors de l'Orde de la Mercè al convent de Barcelona. Fou enviat a redimir captius a Granada, on fou empresonat, torturat i mort en l'Epifania de 1235, convertint-se en el primer màrtir de l'orde.
Va ser venerat com a sant màrtir des de llavors al si de l'orde mercedari. L'Església, però, no l'ha beatificat ni canonitzat, apareixent a la litúrgia amb el títol de venerable. Segons alguns historiadors, com Antoni Pladevall, la seva història va originar, barrejada amb elements de la de Sant Ramon de Penyafort, la figura llegendària de Sant Ramon Nonat, venerat com a mercedari però potser inexistent.